# 駝背金線魮
駝背金線魮（学名：Sinocyclocheilus cyphotergous）为輻鰭魚綱鯉形目鲤科的其中一種，被IUCN列為次級保育類動物，分布於亞洲中國貴州省，體長可達12.2公分，棲息在洞穴中，生活習性不明。

## 扩展阅读
維基物種上的相關：駝背金線魮